# Imię (gramatyka)
Imię (łac. nomen) – każdy wyraz podlegający deklinacji, czyli odmianie przez przypadki (rzeczownik, przymiotnik, liczebnik, zaimek lub imiesłów). Pojęcie wywodzi się z klasycznej gramatyki łacińskiej, w której wyrazy dzieli się na nomina i verba.